# Violência contra homens
Violência contra homens consiste de atos de violência cometidos exclusiva ou desproporcionalmente contra homens. Homens são maioria tanto como vítimas quanto como autores da violência. A violência sexual em qualquer sociedade é tratada de forma distinta quando cometida contra homens do que quando é cometida contra mulheres, e pode não ser reconhecido pela lei internacional.
Violência de mulheres contra homens é bastante frequente mas sub-reportada. Os dados oficiais no Reino Unido, por exemplo, apontam algo próximo a 50% do total de atos de violência de mulheres contra homens, mas existem indicadores que apontam que somente algo próximo a 10% das vítimas masculinas reportam o incidente às autoridades, principalmente em razão de tabus e temores de desentendimento criados por uma cultura de expectativas sobre o homem. Um relatório do Canadá chegou a verificar que a violência de mulheres contra homens é mais frequente que a violência de homens contra mulheres, assinalando uma mudança de consciência nacional deste problema desde a morte de Earl Silverman. Já a violência sexual de mulheres contra homens é um tabu ainda maior e ainda menos estudada ou reconhecida.

## Percepções
Estudos de atitudes sociais mostram que a violência é notada como mais ou menos séria dependendo do gênero da vítima e do perpetrador. De acordo com um estudo na publicação Aggressive Behavior ("Comportamento Agressivo"), a violência contra mulher foi aproximadamente um terço mais reportada por terceiros para a polícia, independente do gênero do agressor, apesar de a combinação de gênero com mais chances de ser reportada foi de um homem como agressor e uma mulher como vítima. O uso de estereótipos por agentes da lei é uma questão reconhecida e a estudiosa da lei internacional, Solange Mouthaan, argumenta que, em cenários de conflito, a violência sexual contra homens tem sido ignorada em favor da violência sexual contra mulheres e crianças. Uma explicação para essa diferença de foco é o poder físico maior que homens comumente detêm em relação às mulheres, tornando as pessoas mais propensas a condenar violência nesta configuração de gênero em especial. O conceito de sobreviventes masculinos de violência vai contra as percepções sociais do papel de gênero masculino, levando a baixo reconhecimento e pouca provisão legal.
Por vezes não existe nenhum panorama legal quando uma mulher é processada ao cometer agressões violentas contra um homem.
Richard Felson desafia a suposição que violência contra mulher é distinta da violência contra o homem. Os mesmos motivos desempenham papel em quase toda violência, independente do gênero: obter controle ou retribuição vingativa e para promover ou defender a auto-imagem.
Escrevendo para a TIME, Cathy Young criticou o movimento feminista por não se esforçar o bastante para desafiar os duplos padrões de viés no tratamento de homens vítimas de abusos físico e sexual.

## Violência Doméstica
O Partner Abuse State of Knowledge Project (PASK) de 2013, publicado pelo Domestic Violence Research Group (Springer Publishing journal "Partner Abuse") mais uma vez reiterou as descobertas da paridade nas taxas de violência tanto de autoria quanto de vitimação para homens e mulheres. Existe também o estudo Unprecedented Domestic Violence Study Affirms Need to Recognize Male Victims.
Por vezes, homens vítimas de violência doméstica são relutantes em informar sobre a violência ou mesmo em procurar ajuda. Também existe o paradigma estabelecido que somente homens praticam violência doméstica, jamais os figurando como vítimas. Como em outras formas de violência contra homens, violência entre parceiros íntimos geralmente é menos reconhecida na sociedade quando as vítimas são homens. Violência praticada por mulheres contra homens é comumente trivializada em razão da psiquê supostamente mais frágil da mulher; e em tais casos, omite-se o uso de objetos e armas perigosas. Pesquisas têm identificado, desde os anos 1990, problemas de viéses percebido e real quando a polícia está envolvida, com a vítima (homem) sendo desacreditada mesmo ferida.
Em Portugal, foi conduzido o estudo (Un)Acknowledgment of Men as Victims of Intimate Partner Violence, publicado na revista Violence and Victims ,Volume 38, #2, que concluiu:
| “ | Discursos de género e expectativas sociais impedem os homens de reconhecer a sua vitimização íntima e criam barreiras à obtenção de ajuda. Participantes [no estudo] debateram-se para atingir o estatuto social de vítima e ganhar acesso a medidas preventivas. Estas evidências reflectem a invisibilidade e insuficiente consciência social da violência íntima de parceiras para com homens e esclarecem o nosso entendimento da necessidade desses homens. | ” |

## Circuncisão Forçada
Circuncisão masculina desnecessária é considerada, por muitos grupos, uma forma de violência contra homens jovens e meninos. A Corte Penal Internacional considera a circuncisão forçada "um ato desumano". Algumas decisões judiciais nos Estados Unidos declararam a circuncisão forçada uma violação dos direitos da criança.
Em certos países, como Austrália, Bangladesh, Canadá, Indonésia, Paquistão, Filipinas, Coreia do Sul, Turquia e Estados Unidos, bebês recém-nascidos rotineiramente são circuncidados, sem o consentimento da criança. Igualmente, judeus e muçulmanos circuncidam meninos de pouca idade. A circuncisão é praticada também no Cristianismo Copta e na Igreja Ortodoxa Etíope. Na África, ocorre circuncisão forçada e violenta.
Qualquer forma de corte na genitália feminina, também conhecida como mutilação genital feminina, tem sido explicitamente banida na maior parte dos países ocidentais, inicialmente pela Suécia em 1982 e nos Estados Unidos em 1997. A Suécia tornou-se o primeiro país ocidental a criminalizar esta conduta em 1982. Muitas potências coloniais, incluindo Bélgica, França, Grã-Bretanha e Holanda, seguiram o mesmo caminho, seja mediante leis novas ou tornando claro que a legislação existente já tratava de tais casos.
Apesar de uma decisão judicial na Alemanha ter posto a prática da mutilação masculina em questão em 2012, declarando-a como "um dano repugnante ao corpo", o parlamento alemão aprovou uma lei para manter a circuncisão de meninos legal. Em 2016, o corte da genitália de meninos ainda é legalizado pelo mundo.

## Matança em massa
Em situações de violência estrutural que incluem genocídio e guerra, homens e meninos são frequentemente discriminados e assassinados. Sobre o número de alvos por sexo durante a Guerra do Kosovo, estimativas de homens civis vítimas de matança em massa sugerem que eles perfizeram mais de 90% de todas as casualidades civis. Outros exemplos de matança seletiva de civis incluem algumas das purgas de Stálin.
Homens e meninos não combatentes têm sido e continuam a ser os alvos mais frequentes de matança massiva e assassinatos genocidas, bem como vítimas de abusos e atrocidades menores. Gendercide Watch, um grupo independente de direitos humanos, documenta múltiplos genocídios tendo homens adultos e meninos como alvos:
- A campanha Al-Anfal,[50] (Curdistão iraquiano), 1988
- Genocídio armênio[51] (1915–17)
- Genocídio em Ruanda,[52] 1994.

Conscrição exclusivamente masculina também pode ser considerada uma violência baseada em gênero contra homens.

## Violência sexual
Em conflitos armados, comete-se violência sexual contra homens como guerra psicológica com o intuito de desmoralização do inimigo. A lei criminal internacional não considera a violência sexual contra homens em razão de seu gênero uma categoria separada de crime, e trata genericamente como crime de guerra ou tortura.
A cultura do silêncio em torno desse assunto costuma deixar os homens sem suporte algum. Em 2012, um relatório da UNHCR determinou que "a violência sexual contra homens e meninos baseada em gênero geralmente é mencionada como uma nota de rodapé nos relatórios". Em um estudo, menos de 3% das organizações que abordam estupro como arma de guerra mencionam homens ou fornecem serviços a vítimas masculinas. Notou-se que a linguagem inglesa em 1990 estava "desprovida de termos e frases que descrevessem com precisão o estupro contra homens".
No extremo da violência sexual, castração forçada vem sendo usada como meio de tortura física com fortes efeitos psicológicos, a saber, a perda da capacidade reprodutiva e a perda do "estatuto" de homem. Na Invasão da Ucrânia pela Rússia, verificou-se a utilização deste método de tortura por operacionais russos, frequentemente acusados de crimes de guerra. Era por vezes utilizada sendo por vezes castigo político, como no Império Bizantino, prática que sobreviveu no Império Otomano via a devshirme. Nessa região, encontramos o procedimento também nas Cruzadas e Antiga Pérsia. Eunucos cumprem múltiplos outros propósitos em várias culturas. 

## Homicídio
| Homem como agressor/Homem como vítima   | 65.3% |
| Homem como agressor/Mulher como vítima  | 22.7% |
| Mulher como agressor/Homem como vítima  | 9.6%  |
| Mulher como agressor/Mulher como vítima | 2.4%  |

Nos EUA, estatísticas de crimes de 1976 em diante mostram que homens perfazem a maior parte dos autores de homicídio, sem considerar o sexo da vítima. Homens também são maioria como vítimas de homicídio envolvendo tanto agressores homens quanto mulheres. De acordo com o Bureau of Justice Statistics dos EUA, mulheres que matam homens, mais comumente, matam conhecidos, maridos ou namorados, enquanto homens, mais comumente, matam estranhos. Em muitos casos, mulheres matam homens em razão de serem vítimas de violência íntima, porém notou-se que esta pesquisa foi conduzida com mulheres no corredor da morte, um tamanho de amostra de aproximadamente 97 nos últimos cem anos.